# خانه کوچک (آلبوم)
خانه کوچک یک آلبوم از حبیب محبیان است که در سال ۱۳۸۱ (۲۰۰۲) منتشر شد دارای هشت اثر میباشد .

## فهرست ترانه‌
به پیروی از سخنان فرزند استاد حبیب ، ( محمد محبیان ) تمامی تنظیم هایی که به نام ( لو واروژان ) ثبت شده است ، تماما از تنظیم ها و اَرِنژمانت های « خود حبیب » بوده است .... 
« لو واروژان » از دوستانِ صمیمی و از همکاران حبیب بود و در واقع لو واروژان استودیو ضبط موسیقی داشت و کار صدابرداری و از نوازندگانِ آهنگ های حبیب بود ، و به خواسته خود حبیب نام تنظیم کننده را در کاور های آلبوم ها به نام لو واروژان نگاشته شد 
| نام ترانه         | ترانه سرا              | اهنگساز | تنظیم | مدت زمان |
| ----------------- | ---------------------- | ------- | ----- | -------- |
| البوم             | ابراهیم باستانی پاریزی | حبیب    | حبیب  | ۶:۰۶     |
| راستی به که مانم؟ | حسین هنرمندی           | حبیب    | حبیب  | ۵:۱۷     |
| دروغه             | حبیب                   | حبیب    | حبیب  | ۵:۱۹     |
| سفر بخیر          | شفعی کدکنی             | حبیب    | حبیب  | ۵:۰۶     |
| خواب سرخ بوسه ها  | کریم محمودی            | حبیب    | حبیب  | ۴:۳۶     |
| من و تو           | حمید مصدق              | حبیب    | حبیب  | ۵:۳۶     |
| بادبادکها         | عمران صلاحی            | حبیب    | حبیب  | ۵:۱۴     |
| خانه کوچک         | حمید مصدق              | حبیب    | حبیب  | ۵:۲۳     |